# Вторые Синьялы
Вторы́е Синья́лы (чув. Иккӗмӗш Ҫӗньял) — деревня в Цивильском районе Чувашской Республики. Входит в состав Первостепановского сельского поселения.

## География
Находится в северной части Чувашии на расстоянии приблизительно 9 км на юг по прямой от районного центра города Цивильск.

## История
Известна с 1859 года как околоток деревни Большое Тугаево, когда в ней было 27 дворов, 119 жителей. В 1897 году учтено 155 жителей, в 1926 — 40 дворов, 211 жителей, в 1939 году — 282 жителя, в 1979 году — 158 жителей. В 2002 году было 42 двора, 2010 — 28 домохозяйств. В период коллективизации образован колхоз «Вулкан», в 2010 году действовал ООО КФХ «Простор».

## Население
| 2010 | 2012 |
| ---- | ---- |
| 73   | ↘62  |

Постоянное население составляло 86 человек (чуваши 100 %) в 2002 году.